# 海山县
海山县，中国古县名。
辽太祖以定州望都县俘户置，因仍名望都县，属南京道平州。金大定七年（1167年），改为海山县，治所在今河北省卢龙县南，仍属平州。元至元二年（1265年），省入昌黎县。三年复置，次年又省。